# وولچی
وولچی (به مجاری:  Völcsej) یک منطقهٔ مسکونی در مجارستان است که در ناحیه شوپرون واقع شده‌است. وولچی ۹٫۳۲ کیلومتر مربع مساحت و ۳۹۱ نفر جمعیت دارد.